# Дэви, Николай Сергеевич
Николай Сергеевич Дэви (13 апреля 1898 года — 17 сентября 1941 года) — советский военачальник, полковник, участник обороны Полоцка (1941).

## Биография
Окончил Пермское училище, учился на юридическом факультете Петербургского университета. Участвовал в Первой мировой войне. С 1918 года — в РККА, участвовал в Гражданской войне.
В 1936–41 годах — начальник штаба 50-й стрелковой дивизии в Полоцком укреплённом районе. Накануне Великой Отечественной войны назначен сначала начальником штаба Либавского укрепрайона, затем комендантом Шяуляйского укрепрайона.
После начала Великой Отечественной войны 27 июня 1941 года назначен комендантом Полоцкого укрепрайона, участвовал в обороне Полоцка.
После оставления Полоцка 16 июля получил задание организовать оборону Торопца. Вскоре после падения города 29 августа (Великолукское сражение) арестован и предстал перед судом военного трибунала, но оправдан и назначен командиром 238-го стрелкового полка 186-й стрелковой дивизии.
Смертельно ранен 16 сентября 1941 года, умер 17 сентября. Похоронен в братской могиле на территории школьного сада в д. Ключевое Ленинского района Калининской области.